# Rivière Couchepaganiche Est
La rivière Couchepaganiche Est est un affluent de la rivière Couchepaganiche, coulant dans la municipalité de Métabetchouan–Lac-à-la-Croix, dans la municipalité régionale de comté (MRC) de Lac-Saint-Jean-Est, dans la région administrative de Saguenay–Lac-Saint-Jean, dans la province de Québec, au Canada.
La partie inférieure de la vallée de la rivière Couchepaganiche Est est desservie indirectement par la route 169 qui longe la rive sud-est du lac Saint-Jean. Cette vallée est aussi desservie par quelques routes forestières secondaires, surtout pour les besoins la foresterie et des activités récréotouristiques.
La foresterie et l'agriculture constituent les principales activités économiques de cette vallée ; les activités récréotouristiques, en second.
La surface de la rivière Couchepaganiche Est est habituellement gelée du début de décembre à la fin mars, toutefois la circulation sécuritaire sur la glace se fait généralement de la mi-décembre à la mi-mars.

## Géographie
Les principaux bassins versants voisins de la rivière Couchepaganiche Est sont :
- côté nord : rivière Couchepaganiche, lac Saint-Jean ;
- côté est : la Belle Rivière, rivière Bédard, Petite rivière Bédard, rivière Saguenay ;
- côté sud : lac de la Belle Rivière, la Belle Rivière, rivière des Aulnaies, rivière Métabetchouane ;
- côté ouest : rivière Couchepaganiche, rivière Métabetchouane, lac Saint-Jean.

La rivière Couchepaganiche Est prend sa source d’un lac non identifié (longueur : 0,2 km ; altitude : 400 m) en zone forestière, situé au sud de la Montagne des Trois Pics Ronds. Cette source est située à :
- 5,8 km au nord-ouest du lac de la Belle Rivière ;
- 10,2 km au nord-est du cours de la rivière Métabetchouane ;
- 10,5 km au sud-est de la confluence de la rivière Couchepaganiche Est et de la rivière Couchepaganiche ;
- 14,8 km au sud-est de la confluence de la rivière Couchepaganiche et du lac Saint-Jean ;
- 30,5 km au sud du centre-ville d’Alma[3].

À partir de sa source, la rivière Couchepaganiche Est coule sur 14,3 km avec une dénivellation de 267 m entièrement en zone forestière et agricole, selon les segments suivants :
- 1,2 km vers le nord en traversant une zone de marais, jusqu’à un coude de rivière situé au sud de la Montagne des Trois Pics Ronds ;
- 4,6 km vers le nord, en formant une grande courbe vers l’ouest pour contourner la Montagne des Corbeaux, jusqu’à la décharge (venant du sud) du lac Estaire ;
- 6,0 km vers le nord dans une vallée encaissée en début de segment, en recueillant la décharge (venant de l’est) du lac des Passes, puis en entrant en territoire agricole où le cours serpente, jusqu'au chemin du 4e rang ;
- 2,5 km vers le nord dans une vallée agricole, en serpentant et en coupant le chemin du 3e rang Ouest, jusqu’à son embouchure[3].

La rivière Couchepaganiche Est se déverse dans un coude de rivière sur la rive sud de la rivière Couchepaganiche, soit juste au nord du chemin du 3e rang Ouest. Cette confluence est située à :
- 4,6 km au sud-est de la confluence de la rivière Couchepaganiche et du lac Saint-Jean ;
- 8,4 km à l'est du centre du village de Desbiens ;
- 14,8 km au nord-ouest du lac de la Belle Rivière ;
- 21,8 km au sud-ouest du centre-ville d'Alma[3].

À partir de l’embouchure de la rivière Couchepaganiche Est, le courant suit le cours de la rivière Couchepaganiche sur 6,8 km vers le nord-ouest, traverse le lac Saint-Jean vers le nord sur 17,6 km, puis emprunte le cours de la rivière Saguenay via la Petite Décharge sur 172,3 km jusqu’à Tadoussac où il conflue avec l’estuaire du Saint-Laurent.

## Toponymie
Ce cours d’eau était jadis désigné « rivière Baillargeon », »le Petit Bras » et « ruisseau Couchepaganiche ». Ce toponyme est relié au cours d’eau principal « rivière Couchepaganiche ».
Le toponyme « rivière Couchepaganiche Est » a été officialisé le 5 décembre 1968 à la Banque des noms de lieux de la Commission de toponymie du Québec.